# Marek Grajek
Marek Grajek ist ein polnischer Kryptologe, Historiker und Autor. Zu seinen Arbeitsgebieten gehört die Anwendung der Kryptologie in der Finanzwirtschaft, wie etwa das Bitcoin-Mining (Schürfen von digitalen Zahlungsmitteln), sowie die Geschichte der Kryptographie.
Nach dem Jura-Studium an der Universität Warschau promovierte er an der Warschauer Wirtschaftshochschule SGPiS (heute Szkoła Główna Handlowa w Warszawie SGH). Er ist Autor mehrerer Bücher, wie zur Kryptanalyse der Lorenz-Maschine und zur Entzifferung der Enigma-Maschine, sowie weiterer Veröffentlichungen zu diesem Thema, beispielsweise in der englischsprachigen Fachzeitschrift Cryptologia. Er war einer der Initiatoren des vor dem Residenzschloss in Posen im Jahr 2007 errichteten Kryptologen-Denkmals, das dort zu Ehren der drei polnischen Kryptoanalytiker Marian Rejewski (1905–1980), Jerzy Różycki (1909–1942) und Henryk Zygalski (1908–1978) sowie ihrer Leistung beim Bruch der deutschen Rotor-Schlüsselmaschine Enigma errichtet wurde.
Marek Grajek war Mitglied des Organisationskomitees der HistoCrypt, einer 2018 zum ersten Mal in der schwedischen Stadt Uppsala ausgerichteten internationalen Konferenz zur Geschichte der Kryptologie.

## Schriften
- Enigma Myth Deciphered – Codebreakers, Commanders and Politicians. Springer, 2024, ISBN 3-03165474-9 (englisch).
- An Inventory of Early Inter-Allied Enigma Cooperation. HistoCrypt 2018 (englisch), S. 89–94, PDF, abgerufen am 8. Februar 2019.
- Nie tylko Enigma – Ryba, która przemówiła. deutsch „Nicht nur Enigma – Der Fisch, der sprach“, 2013 (polnisch), ISBN 83-01-17373-4
- Enigma – Bliżej prawdy. deutsch „Enigma – Näher an der Wahrheit“, Rebis 2010 (polnisch), ISBN 83-7510-103-6
- Monument in Memoriam of Marian Rejewski, Jerzy Różycki and Henryk Zygalski Unveiled in Poznań. Cryptologia (englisch), 32:2, 2008, S. 101–103, doi:10.1080/01611190801916634